# KkStB 6
Die Dampflokomotivreihe kkStB 6 war eine Schnellzug-Schlepptenderlokomotivreihe der k.k. österreichischen Staatsbahnen (kkStB).

## Geschichte
Die kkStB-Reihe 6 war die erste Schöpfung von Karl Gölsdorf im Konstruktionsbüro der kkStB.
Da die eingesetzten Schnellzuglokomotiven in den 1890er-Jahren wegen steigender Zuggewichte zu schwach waren, entwarf Gölsdorf als Ersatz für die Reihe 4 die erheblich stärkere Reihe 6 als Verbundmaschine.
Der Kessel lag um einen halben Meter höher als bei der Reihe 4.
Die Reihe 6 war ein durchschlagender Erfolg.
Sie fuhr problemlos 130 km/h, Dauerleistungen von 800 PS und Spitzenleistungen von 1000 PS.
In der Ebene zog sie 210 t mit 100 km/h; auf einer 10-‰-Steigung sank die Geschwindigkeit nicht unter 58 km/h.
Als Höchstgeschwindigkeit wurden 90 km/h zugelassen.
Insgesamt wurden 68 Stück von der Lokomotivfabrik Floridsdorf, der Wiener Neustädter Lokomotivfabrik und der Lokomotivfabrik der StEG geliefert.
Mit der Reihe 6 konnte die Fahrzeit Wien–Prag von zwölf auf acht Stunden gekürzt werden!
Außerdem wurden die Loks auf den Strecken Wien–Eger, Prag–Linz und Wien–Salzburg eingesetzt.
Natürlich bespannten sie auch den Orient-Express, den Ostende-Wien-Express und die Bäderzüge nach Karlsbad.
Nach dem Ersten Weltkrieg kamen 20 Stück zu den Österreichischen Bundesbahnen (BBÖ).
28 Stück bildeten bei der Tschechoslowakische Staatsbahnen (ČSD) die Reihe 264.0.
Bei der Polnische Staatsbahnen AG (PKP) wurden neun Stück als Reihe Pd12 eingeordnet.
Die übrigen Maschinen waren Kriegsverluste oder wurden ausgeschieden, bevor sie in das Reihenschema der verschiedenen Bahngesellschaften aufgenommen wurden.
Die BBÖ schied ihre Maschinen bis 1932, die ČSD bis 1938 aus.